# Orzechowo (województwo mazowieckie)
Orzechowo – wieś sołecka w Polsce położona w województwie mazowieckim, w powiecie grójeckim, w gminie Jasieniec.
W skład sołectwa Orzechowo wchodzi także wieś Trzcianka.
W latach 1975–1998 miejscowość położona była w województwie radomskim.